# HP Photosmart C4380

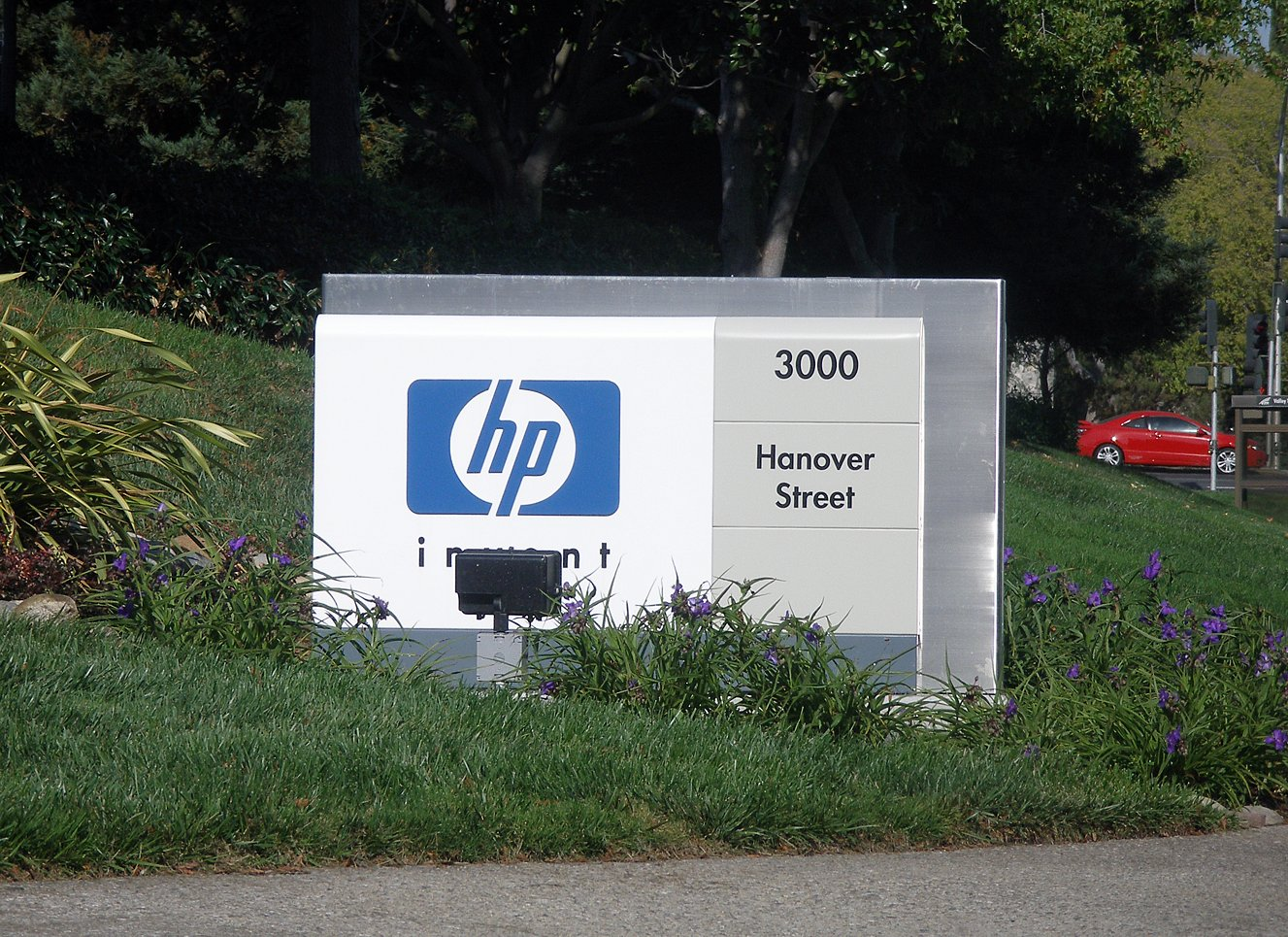
Utiliza la tecnología Photosmart Express de Hewlett-Packard.

La HP Photosmart C4380 es una impresora wi-fi de inyección de tinta con conexión del tipo 802.11g con ranura para tarjetas xD, MS/DUO, SD, MMC y CF. Utiliza la tecnología Photosmart Express.

## Datos técnicos

### Impresión
- Tecnología de impresión : Cartuchos HP de Inyección de tinta térmica
- Pantalla : Cristales líquidos de 3,8 cm (grafismo color)
- Tipos de tinta : Color y negro
- Velocidad de impresión :

Texto negro A4Hasta 30 ppm
Textos & gráficos color A4Hasta; 23 ppm
La velocidad puede variar según el tipo de salida.
- Calidad de impresión :

- Negro: Hasta 1 200 ppp 
- Color: Hasta ; 4 800 x 1 200 ppp
- Impresión sin bordes (hasta 215 x 610 mm)

### Digitalización
- Resolución : Hasta 1 200 x 2 400 ppp
- Formato máximo de documentos : 215 x 297 mm
- Velocidad de digitalización : Foto color 10 x 15 cm en Microsoft® Word : menos de 48 s
- OCR (Reconocimiento de caracteres) : por una página completa del texto Microsoft® Word : menos de 22 s

### Copiar
- Velocidad Texto en negro A4 : Hasta 30 cpm
- Velocidad de Textos y gráficos en color A4 : Hasta 23 cpm
- Resolución: Negro : Hasta 600 x 600 ppp
- Copias múltiples : Hasta 50
- Reducción/Ampliación : 50 a 400 %[9]

### Conectividad
- Disponibilidad de conexión al PC: Sí
- Conexiones al PC: USB, IEEE 802.11b, IEEE 802.11g

### Software incluido
- Controladores y utilidades: HP Photosmart Essential

### Alimentación
- Voltaje requerido: CA 110/230 V ( 50/60Hz ), ( 50/60Hz )
- Consumo eléctrico en funcionamiento: 70 vatios
- Consumo eléctrico en modo de espera: 7.5 vatios

### Estándares medioambientales
- Certificación ENERGY STAR: Sí[10]

### Cartuchos
- CB335EE, CB337EE[11]